# Ceylonthelphusa rugosa
Ceylonthelphusa rugosa (лат.) — вид пресноводных крабов из семейства Gecarcinucidae, эндемичный для Шри-Ланки, где они обитают во влажных равнинных лесах, болотах и реках. Типовой вид рода Ceylonthelphusa. Охранный статус вида по МСОП — «LC», что означает вызывающий наименьшее беспокойство. Численность популяции стабильна.